# Giuseppe Zinanni
Comte Giuseppe Ginanni o Zinanni (pronunciació italiana: [dʒuˈzɛppe dʒiˈnanni; dzi-]; 7 de novembre de 1692 Ravenna – 23 d'octubre de 1753, a la mateixa ciutat) va ser un naturalista italià.

## Biografia
Ginanni va escriure el primer llibre íntegrament dedicat als ous i nius d'ocells Dell Uova e dei Nidi degli Uccelli (Venècia, 1737), il·lustrada amb 34 làmines en blanc i negre. Els ocells els va dividir en tres grups: aus terrestres rapinyaires (uccelli terrestri rapaci), altres aus terrestres (uccelli terrestri no rapaci), i aus aquàtiques (uccelli aquatica). Cada làmina oològica representava entre un a nou ous de 106 espècies en total. Els exemplars il·lustrats es troben al museu de Giuseppe Ginanni conegut com a Piccolo Museo di cose naturali.
Posteriorment va publica un llibre sobre els cargols, i un altre sobre llagostes Osservazioni gîomali sopra le Cavalette. împr. cum libro ejus.